# 南大2419
南大2419，原名“中大2419”，是具有较长历史的优良小麦品种，以推广栽种面积辽阔、衍生种系庞大而载入农业史。
“中大2419”诞生于抗战时期重庆沙坪坝的一个山坡地上，当时国立中央大学由南京迁到重庆，农学院（后改为南京农业大学）教授金善宝主持小麦选育改良。在引种意大利敏塔那（Mentana）的基础上，先后在南京、重庆、成都等地试验，又经系统选择和繁育，培育出新的品种“中大2419”。该品种具有早熟、抗条锈病、抗吸浆虫、秆强抗倒、穗大粒饱、适应性广和一般配合力好等优点。1949年中央大学在大陆改名为南京大学后，“中大2419”改名为“南大2419”。
“中大2419”于1942年在四川省开始推广，1950年后在长江中下游流域等南方冬麦区推广。“南大2419”（“中大2419”）是中国小麦推广史上面积最大、范围最广、时间最长的一个良种；推广面积最大的年份曾达7000多万亩，种植达40多年；其后衍生品种约有100个，分布在中国七大麦区。